# 1620
1620 (MDCXX) var ett skottår som började en onsdag i den gregorianska kalendern och ett skottår som började en lördag i den julianska kalendern.

## Händelser

### Juli
- 28 juli – Den första ordinarie svenska postförbindelsen med utlandet öppnas mellan Hamburg och Stockholm över Danmark.

### September

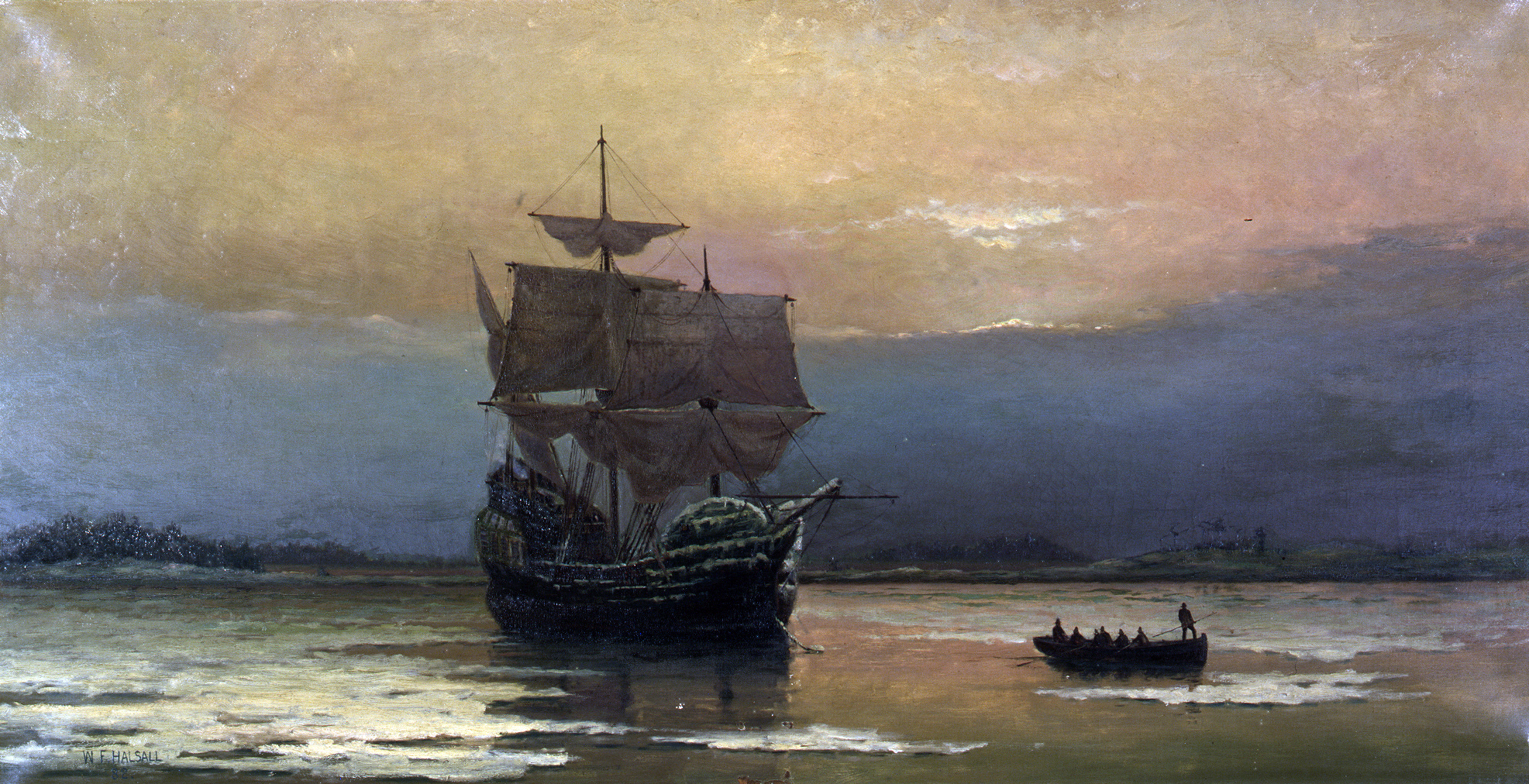
Båten Mayflower.

- 6 september (GS) – Engelska puritaner reser från England till Amerika med båten Mayflower.
- 7 september – Söderhamn[1] i Hälsingland och Nykarleby[2] i Finland får stadsprivilegium.

### Oktober
- 29 oktober (GS) – Böhmiska trupper lider nederlag mot katolska ligans trupper i slaget vid Vita berget.

### November
- 25 november – Efter förhandlingar mellan Axel Oxenstierna och kurfurstendömet Brandenburg gifter sig Gustav II Adolf med Maria Eleonora av Brandenburg. Bröllopet hålls i Kalmar och i samband med det anställs en rad utländska musiker och ett permanent hovkapell bildas.

### Okänt datum
- Karl IX:s utomäktenskapliga son Carl Carlsson Gyllenhielm blir riksamiral.
- Jakob De la Gardie blir ny svensk riksmarsk.
- Utvandring från Sverige förbjuds, för att man inte skall förlora arbetskraftsresurser och utrikesresor kontrolleras därför noga.
- Den övre roteringsgränsen på 60 år slopas för att öka antalet svenska soldater. Alla svenska män över 15 år är nu i princip underkastade rotering.
- En ny skolordning antas enligt vilken det ska finnas tre skoltyper i Sverige: barnaskolor (drivna av socknarna och städerna), trivialskolor och gymnasier.
- Den nederländske arkitekten Kasper Panten går i svensk tjänst. Han leder bland annat arbetet på Eskilstunahus slott och en ombyggnad av slottet Tre Kronor.

## Födda
- 1 februari – Gustav Bonde, svensk friherre, riksskattmästare 1660–1667.
- 20 juli – Nikolaes Heinsius, nederländsk filolog och diplomat.
- 21 juli – Jean Picard, fransk astronom.
- 6 september – Isabella Leonarda, italiensk kompositör.
- Dorothy Maijor, engelsk, skotsk och irländsk lordprotektorgemål 1658–1659 (gift med Richard Cromwell) (född omkring detta år)

## Avlidna
- 8 januari – Axel Ryning, svensk friherre och riksråd, riksamiral 1602–1611 och riksmarsk sedan 1612.
- 9 mars – Aegidius Albertinus, tysk författare.
- 18 augusti – Wanli, kejsare av den kinesiska Mingdynastin.
- Eudoxia Saburova, rysk kronprinsessa.

### Fotnoter
1. ↑  ”Söderhamns kommun (läst 3 april 2011)”. Arkiverad från originalet den 6 mars 2016. https://web.archive.org/web/20160306152415/http://soderhamn.se/omsoderhamn/historia.4.7d9f35391181509ed33800010510.html. Läst 3 april 2011.
2. ↑  Karleby stad (läst 3 april 2011) Arkiverad 24 september 2011 hämtat från the Wayback Machine.